# Peter Demauna
Peter J. A. Demauna – nauruański dyplomata, były konsul generalny Republiki Nauru w Australii (Melbourne).